# Arrondissement di Rennes
L'arrondissement di Rennes è una suddivisione amministrativa francese, situata nel dipartimento dell'Ille-et-Vilaine e nella regione della Bretagna.

## Composizione
L'arrondissement di Rennes raggruppa 121 comuni in 25 cantoni:
- cantone di Bécherel
- cantone di Betton
- cantone di Bruz
- cantone di Cesson-Sévigné
- cantone di Châteaugiron
- cantone di Hédé
- cantone di Janzé
- cantone di Liffré
- cantone di Montauban-de-Bretagne
- cantone di Montfort-sur-Meu
- cantone di Mordelles
- cantone di Plélan-le-Grand
- cantone di Rennes-Brequigny
- cantone di Rennes-Centre
- cantone di Rennes-Centre-Ovest
- cantone di Rennes-Centre-Sud
- cantone di Rennes-Est
- cantone di Rennes-le-Blosne
- cantone di Rennes-Nord
- cantone di Rennes-Nord-Est
- cantone di Rennes-Nord-Ovest
- cantone di Rennes-Sud-Est
- cantone di Rennes-Sud-Ovest
- cantone di Saint-Aubin-d'Aubigné
- cantone di Saint-Méen-le-Grand